# Gazprom-RusVelo/Saison 2020
Diese Liste beschreibt die Mannschaft und die Erfolge des Radsportteams Gazprom-RusVelo in der Saison 2020.
Das Team schloss die UCI-Weltrangliste Straßenradsport (Männer) auf Rang 40 ab.

## Mannschaft
| Teamkader 2020                                 | Teamkader 2020     | Teamkader 2020 | Teamkader 2020                          |
| Name                                           | Geburtsdatum       | Land           | Vorheriges Team                         |
| ---------------------------------------------- | ------------------ | -------------- | --------------------------------------- |
| Igor Bojew                                     | 22. November 1989  | Russland       | Itera-Katusha (2012)                    |
| Marco Canola                                   | 26. Dezember 1988  | Italien        | Nippo-Vini Fantini-Faizanè (2019)       |
| Nikolai Tscherkassow                           | 26. September 1996 | Russland       | Gazprom-RusVelo U23 (2017)              |
| Sergei Tschernezki                             | 9. April 1990      | Russland       | Caja Rural-Seguros RGA (2019)           |
| Damiano Cima                                   | 13. September 1993 | Italien        | Nippo-Vini Fantini-Faizanè (2019)       |
| Imerio Cima                                    | 29. Oktober 1997   | Italien        | Nippo-Vini Fantini-Faizanè (2019)       |
| Yauheni Karaliok (1. Aug.–31. Dez., Stagiaire) | 9. Juni 1996       | Belarus        | Minsk Cycling Club (2020)               |
| Wladislaw Kulikow                              | 8. Juli 1996       | Russland       |                                         |
| Alexandr Kulikovskiy                           | 2. Januar 1997     | Russland       | Gazprom-RusVelo U23 (2018)              |
| Stepan Kurianov                                | 7. Dezember 1996   | Russland       | Gazprom-RusVelo U23 (2017)              |
| Anton Kusmin                                   | 20. November 1996  | Kasachstan     | Astana City (2019)                      |
| Wjatscheslaw Kusnezow                          | 24. Juni 1989      | Russland       | Katusha-Alpecin (2019)                  |
| Denis Nekrasov                                 | 19. Februar 1997   | Russland       | Marathon-Tula (2017)                    |
| Artjom Nytsch                                  | 21. März 1995      | Russland       | Russian Helicopters (2014)              |
| Petr Rikunov                                   | 24. Februar 1997   | Russland       | Caja Rural-Seguros RGA (2018)           |
| Iwan Rowny                                     | 30. September 1987 | Russland       | Tinkoff (2016)                          |
| Alexei Rybalkin                                | 16. November 1993  | Russland       | Lokosphinx (2015)                       |
| Christian Scaroni                              | 16. Oktober 1997   | Italien        | Équipe continentale Groupama-FDJ (2019) |
| Jewgeni Schalunow                              | 8. Januar 1992     | Russland       | Lokosphinx (2015)                       |
| Dmitri Strachow                                | 17. Mai 1995       | Russland       | Katusha-Alpecin (2019)                  |
| Simone Velasco                                 | 2. Dezember 1995   | Italien        | Neri Sottoli-Selle Italia-KTM (2019)    |
|                                                |                    |                |                                         |
| Quelle: ProCyclingStats                        |                    |                |                                         |